# Xocolateria Fargas
La Xocolateria Fargas és un establiment situat al carrer del Pi, 16 de Barcelona, inclòs a l'Inventari del Patrimoni Arquitectònic de Catalunya.

## Història
La primers notícia és del 1827, i a mitjans del segle xix, l'industrial era Cristòfol Vendrell i Alsina, conegut com el «marquès de la xocolata».
Fins al 2014, era situat al carrer del Pi cantonada al de Boters (plaça de la Cucurulla), al costat de la filatèlia Monge. A finals d'aquest any, aquests establiments van haver de tancar i es van desplaçar a altres ubicacions, la primera dintre de la mateixa finca però al carrer del Pi.

## Descripció
Tots els tancaments tenien les mateixes característiques: les portes, a ras de terra estan formades per una fusteria fosca decorada amb motius geomètrics als extrems amb la part superior de vidrieria més fosca. Les llindes eren de fusta de factura nova.
A la façana, a la cantonada, hi ha un plafó arrodonit anunciant l'establiment. La decoració i el mobiliari és originari dels anys 1920, dissenyat a mida per Carles Farga. Disposa de vitrines als aparadors, mobles expositors, un llarg taulell de fusta, un moble per a la caixa enregistradora i un armari de cinc portes darrera el taulell, que es va fer amb motiu del centenari de la botiga. Conserva un molí per a fer xocolata, el qual era mogut per un cavall situat al soterrani de la botiga.